# Nisse (Niederlande)
Nisse ist ein Dorf innerhalb der Gemeinde Borsele in der niederländischen Provinz Zeeland. Das Dorf hat 630 Einwohner (Stand: 1. Januar 2024). Das Dorf liegt im südlichen Teil der Halbinsel Zuid-Beveland, dem sogenannten „Zak van Zuid-Beveland“. Sie war bis 1970 eine selbstständige Gemeinde und wurde zu jenem Jahr in die Gemeinde Borsele eingegliedert. Der Ortskern von Nisse steht unter Denkmalschutz und gilt als eines der schönsten Dörfer in Zuid-Beveland. Dieser wird vom Kirchturm der reformierten Mariakerk aus dem 14. Jahrhundert dominiert, der weithin sichtbar ist.
In der Kirche selbst sind Fresken und alte Grabsteine zu sehen. Auf dem 1975 restaurierten Dorfplatz befinden sich neben der Kirche ein Musikpavillon, eine Wasserpumpe aus dem 18. Jahrhundert und eine Vaete, ein Dorfteich, der früher als Viehtränke diente. Auf der Nordostseite des Dorfes befindet sich die Getreidemühle De Poel. Die hiesige Landwirtschaft ist von Obstanbau und Weißdornhecken geprägt.

## Sehenswürdigkeiten
- Mariakerk
- Dorfplatz
- Getreidemühle De Poel